# Diamond DART 450
Il Diamond DART 450 è un aereo da addestramento monomotore a turboelica, biposto, ad ala bassa, prodotto dall'azienda austriaca Diamond Aircraft.